# والتر هاومر
والتر هاومر (آلمانی: Walter Haummer; ۲۲ نوامبر ۱۹۲۸ – ۵ اکتبر ۲۰۰۸<ref name=teams>{) بازیکن فوتبال اهل اتریش بود.
از باشگاه‌هایی که در آن بازی کرده‌است می‌توان به باشگاه فوتبال آدمیرا واکر مودلینگ اشاره کرد.
وی همچنین در تیم ملی فوتبال اتریش بازی کرده‌است.